# Rusichthys plesiomorphus
Rusichthys plesiomorphus är en fiskart som beskrevs av Winterbottom, 1979. Rusichthys plesiomorphus ingår i släktet Rusichthys och familjen Pseudochromidae. Inga underarter finns listade i Catalogue of Life.